# تكملة الأخبار
تكملة الأخبار هو تاريخ فارسي عالمي ألَّفه الشاعر الصفوي عبدي بِغ شيرازي في عام 1570. وقد قُدم للأميرة باري خان خانوم ، ابنة طهماسب الأول. لم يُنشر من الكتاب حتى الآن سوى القسم الأخير، الذي يتناول الحقبة الصفوية. حيث يروي حكم إسماعيل الأول وطهماسب الأول حتى عام 1570.